# Saif Saaeed Shaheen
Saif Saaeed Shaheen (arabisch سيف سعيد شاهين Saif Sa'id Schahin, DMG Saif Saʿīd Šāhīn; Geburtsname Stephen Cherono; * 15. Oktober 1982 in Keiyo) ist ein zu Beginn seiner Karriere kenianischer Langstreckenläufer, der seit 2002 die Staatsbürgerschaft von Katar besitzt. Besonders bekannt wurde er durch seine Weltmeisterschaftssiege und den bis 2023 geltenden Weltrekord im 3000-Meter-Hindernislauf.

## Leben
Bereits in jungen Jahren feierte er Erfolge in der Leichtathletik. 1999 wurde er unter dem Namen Stephen Cherono Jugendweltmeister im 2000-Meter-Hindernislauf (5:31,89 min). 2003 in Paris und 2005 in Helsinki wurde er Weltmeister im 3000-Meter-Hindernislauf. Shaheen ist seit 2004 Weltrekordhalter in dieser Disziplin. In Brüssel bewältigte er die Strecke in 7:53,63 min.
Er hat bei einer Körpergröße von 1,77 m ein Wettkampfgewicht von 64 kg. Seit älterer Bruder Abraham Cherono ist ebenfalls ein erfolgreicher Hindernisläufer und wurde u. a. Weltmeister im Crosslauf.

### Änderung der Staatsbürgerschaft
2002 entschied er sich, künftig für den Golfstaat Katar zu starten. Er wechselte die Nationalität und änderte seinen Namen von Stephen Cherono in Saif Saaeed Shaheen. Viele Beobachter sehen hinter dem Wechsel finanzielle Gründe. Vorwürfe, er hätte für diesen Wechsel einen Betrag bis zu einer Million Dollar erhalten, wies er zurück.
Als ein Motiv für den Wechsel der Staatsangehörigkeit wird die Härte der kenianischen Ausscheidungswettkämpfe vor Weltmeisterschaften und Olympischen Spielen angesehen, bei denen sich viele hoffnungsvolle Athleten nicht durchsetzen können.
Die kenianische Regierung kritisierte Shaheens Wechsel scharf. Der Präsident Mwai Kibaki sagte in einer Rede vor den Weltmeisterschaften 2005: „Lasst uns der Versuchung widerstehen, unsere Staatsbürgerschaft aus finanziellem Profitstreben zu wechseln.“ Auch der Präsident des Internationalen Olympischen Komitees (IOC) Jacques Rogge äußerte Bedenken: „Es ist schlecht, wenn Länder oder Organisationen Athleten für Geld kaufen wollen.“
Athleten wie Moses Kiptanui, ehemaliger Weltrekordhalter im Hindernislauf, äußerten dagegen Verständnis für Shaheens Schritt und verwiesen auf die schlechten Lebensverhältnisse für Spitzensportler in Kenia.
Das IOC sperrte Shaheen für die Olympischen Spiele 2004 in Athen und verabschiedete eine Regelung, die es Athleten für einen Zeitraum von drei Jahren verbietet, an einem internationalen Wettbewerb teilzunehmen, wenn sie zuvor für ein anderes Land an einem solchen Wettbewerb gestartet waren. Diese Regel kann zwar im Falle des Einverständnisses von Athlet und den beiden beteiligten Verbänden übergangen werden, in Shaheens Fall verweigerte jedoch der kenianische Leichtathletik-Verband die Zustimmung zu einem Start in Athen.

## Persönliche Bestzeiten
- 1500 m: 3:33,51 min
- 2000 m: 5:03,06 min
- 3000 m: 7:34,69 min
- 2 Meilen: 8:18,80 min
- 5000 m: 12:48,81 min
- 2000 m Hindernis: 5:14,53 min
- 3000 m Hindernis: 7:53,63 min (Weltrekord)